# Elija ben Slómó Zalman

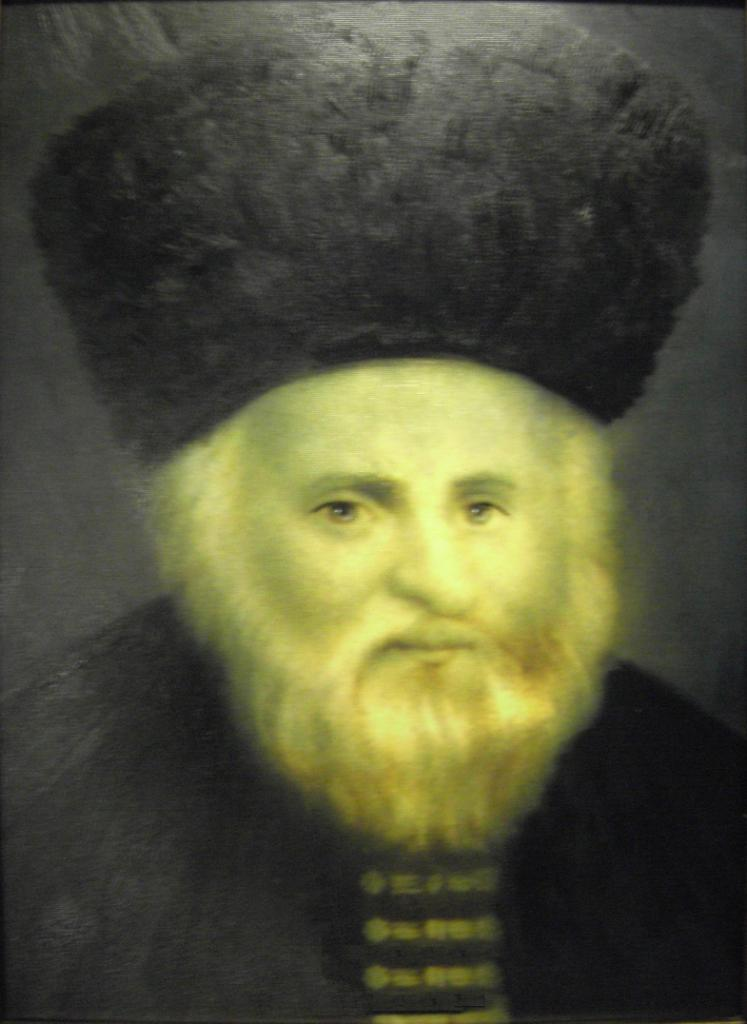
Elija ben Slómó Zalman

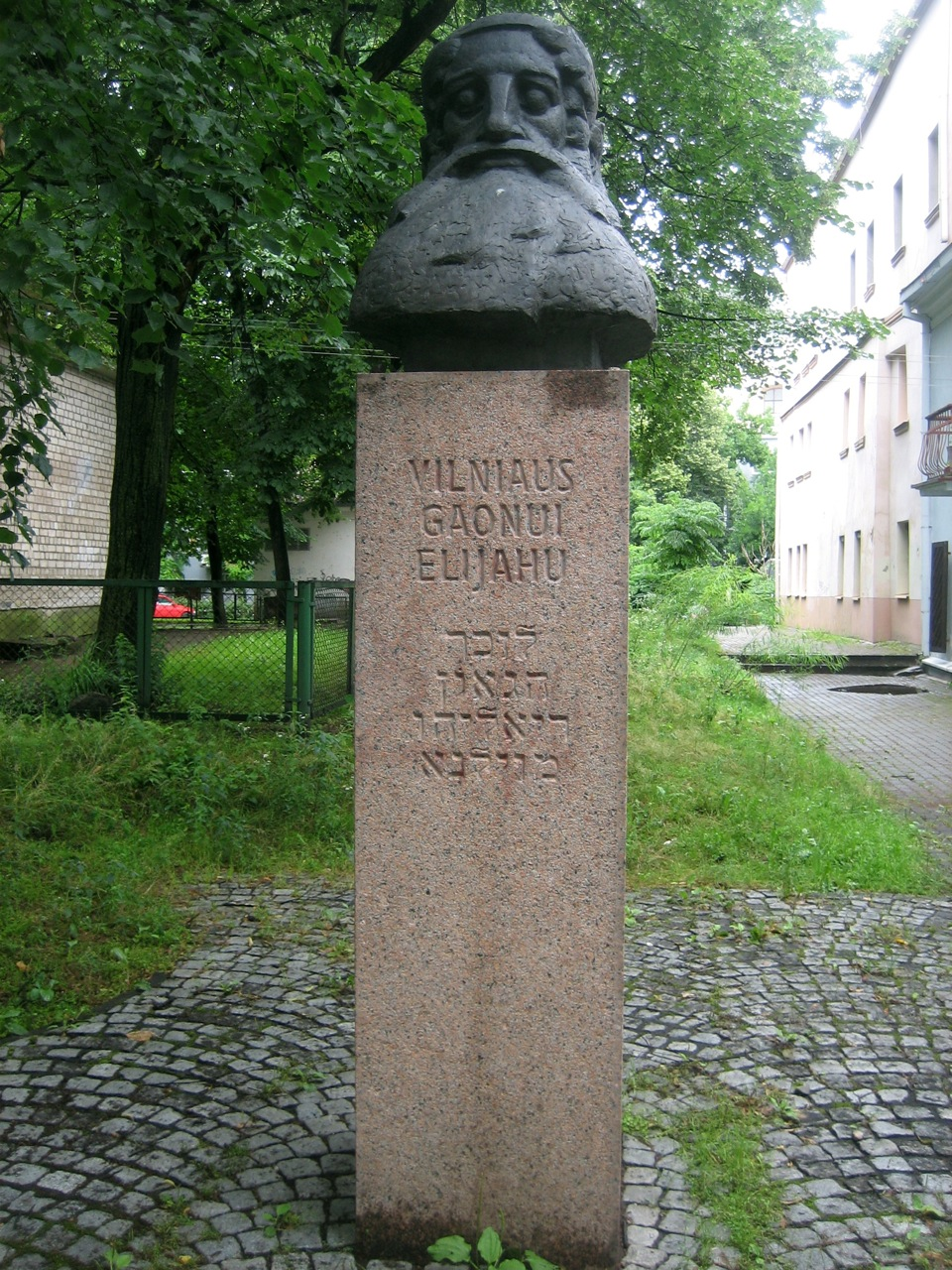
Vilniusi emlékműve

A Vilna Gaonként is ismert Elija ben Slómó Zalman (אליהו בן שלמה זלמן) (Sielec, más források szerint Vilnius, 1720, április 23. – Vilnius, 1797. október 9.) zsidó rabbi.

## Élete
Sielecben született. Kora gyerekkorában kitűnt tehetségével. Rabbiként termékeny író lett, a Sulchán Áruch-hoz és a Babilóniai Talmudhoz írt kiegészítéseket. Sok kabalista munkához is írt kommentárokat. Ezek egyikét sem nyomtatták ki életében, csak a családjának mutatta meg őket.
Talmudista, halachista, kabbalista volt, és az elmúlt néhány száz év vallásos zsidóságának egyik legismertebb alakja. Héberül gyakran ha'Gaon ha'Chasid mi'Vilna-ként, azaz a vilniusi szent géniuszként hivatkoznak rá. A középkor egyik leghatásosabb rabbinikus szerzője.
Ahogy a haszidizmus egyre nagyobb befolyásra tett szert a városában, a Vilna Gaon velük ellentétes, őket megállítani kívánó, Mitnagdim nevű rabbicsoporthoz csatlakozott. 1777-ben az első haszidellenes kiátkozások is Vilnából származnak.
Legjobb tanítványát, Chaim Volozhin rabbit, egy új jesiva alapításával bízta meg, amire néhány évvel a halála után került sor. A jesiva forradalmasította a Tóra-tanulást, és máig ható hatása van az ortodox judaizmusra.